# Osvalda Giardi
Osvalda Giardi (Pisa, 19 dicembre 1932 – San Martino a Ulmiano, 1º luglio 2019) è stata un'altista e multiplista italiana.

## Biografia
Fu otto volte campionessa italiana assoluta del salto in alto tra il 1954 e il 1966, e due volte nel pentathlon, nel 1956 e nel 1964. Fu nella top 40 mondiale delle saltatrici in alto nel 1957, al venticinquesimo posto con la misura di 1,63 m, guadagnata in una gara a Bologna il 14 settembre di quell'anno. Vestì 23 volte la maglia azzurra tra il 1954 e il 1966.
Nel 1962 fece registrare il record italiano nel salto in alto con l'asticella posta a 1,67 m in una gara tenutasi a Bergamo. Il record resistette quasi sette anni, fino al 1969.

## Record nazionali
- Salto in alto: 1,67 m ( Bergamo, 23 settembre 1962)

## Campionati nazionali
- 8 volte campionessa italiana assoluta del salto in alto (1954, 1956, 1957, 1958, 1960, 1962, 1964, 1966)
- 2 volte campionessa italiana assoluta del pentathlon (1956, 1964)

1954
- Oro ai campionati italiani assoluti di atletica leggera, salto in alto - 1,50 m

1955
- Argento ai campionati italiani assoluti, salto in alto - 1,55 m

1956
- Oro ai campionati italiani assoluti di atletica leggera, salto in alto - 1,57 m
- Oro ai campionati italiani assoluti di atletica leggera, pentathlon - 3569 punti

1957
- Oro ai campionati italiani assoluti di atletica leggera, salto in alto - 1,63 m

1958
- Oro ai campionati italiani assoluti di atletica leggera, salto in alto - 1,57 m

1960
- Oro ai campionati italiani assoluti di atletica leggera, salto in alto - 1,60 m

1962
- Oro ai campionati italiani assoluti di atletica leggera, salto in alto - 1,50 m

1964
- Oro ai campionati italiani assoluti di atletica leggera, salto in alto - 1,60 m
- Oro ai campionati italiani assoluti di atletica leggera, pentathlon - 3890 punti

1966
- Oro ai campionati italiani assoluti di atletica leggera, salto in alto - 1,60 m